# Nelson megye (Kentucky)
Nelson megye az Amerikai Egyesült Államokban, azon belül Kentucky államban található. Megyeszékhelye és legnagyobb városa Bardstown. Lakosainak száma 46 738 fő (2020. április 1.). Nelson megye Spencer, Anderson, Washington, Marion, LaRue, Hardin és Bullitt megyékkel határos.

## Népesség
A megye népességének változása:
| Lakosok száma | 43 606 | 44 045 | 44 358 | 44 540 | 45 126 | 46 738 |
|               | 2010   | 2011   | 2012   | 2013   | 2015   | 2020   |